# Castellanofobia

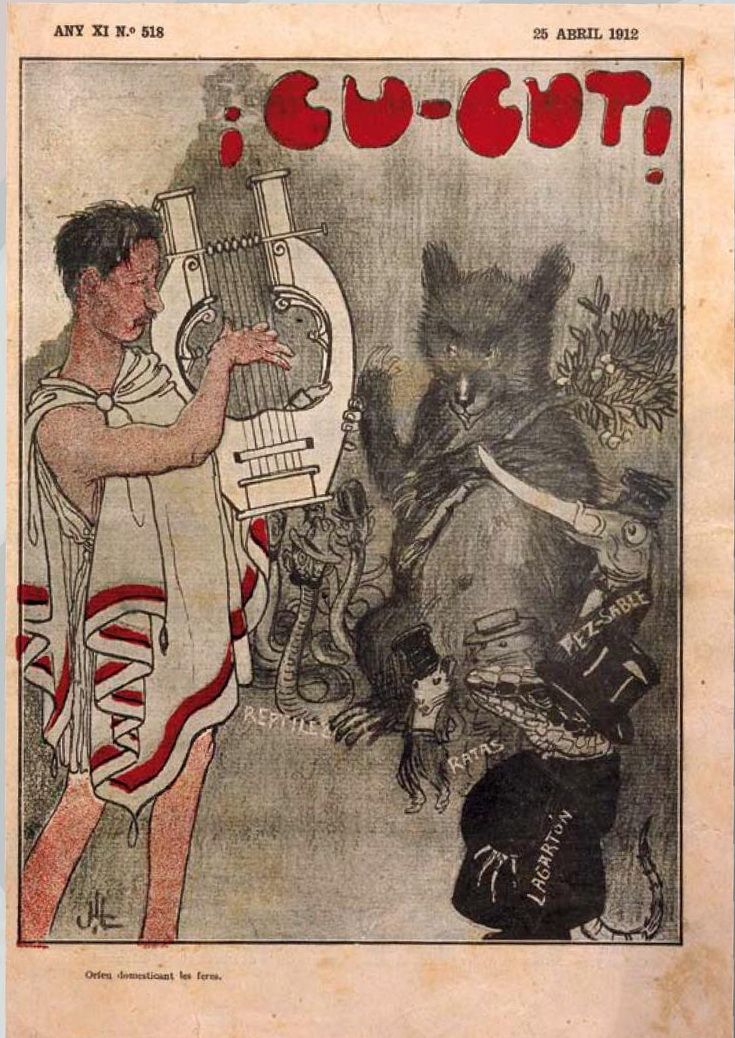
Orfeo amansando a las fieras Portada de la revista ¡Cu-Cut!. Caricaturiza un concierto del Orfeón Catalán en Madrid, con su director disfrazado de Orfeo y la audiencia compuesta por animales.

Castellanofobia o anticastellanismo son palabras usadas para describir un sentimiento de antipatía u odio hacia Castilla, los castellanos o la lengua castellana. El escritor vasco Miguel de Unamuno se refirió así al anticastellanismo:

En el fondo del catalanismo, de lo que en mi país vasco se llama bizkaitarrismo, y del regionalismo gallego, no hay sino anticastellanismo, una profunda aversión al espíritu castellano y a sus manifestaciones. Esta es la verdad, y es menester decirla. Por lo demás, la aversión es, dígase lo que se quiera, mutua.

Aunque el empleo de estos términos en diversas publicaciones no es nuevo,   su utilización tiende a extenderse conforme se agudizan las tensiones territoriales dentro de España.